# Caravelle (album)
Pour les articles homonymes, voir Caravelle.
Albums de Polo & Pan
Couleurs primaires
(2015)
Singles
1. Canopée
Sortie : 10 juin 2016
2. Cœur croisé
Sortie : 12 mai 2017
3. Plage isolée (soleil levant)
Sortie : 12 mai 2017
4. Chasseur d'ivoire
Sortie : 4 août 2017
5. Arc-en-ciel
Sortie : 1er juin 2018
6. Jacquadi
Sortie : 13 juillet 2018

Caravelle est le premier album studio du duo français Polo & Pan. L'album est sorti le 19 mai 2017 sous les labels Caroline et Hamburger Records,. L'album a été certifié disque d'or par le SNEP en 2019.

## Accueil critique
Caravelle reçoit un accueil favorable de la part des critiques. Julien Baldacchino de France Inter salue notamment le mélange « des sons de percussions tropicales et la froideur des instruments » et des mélodies « simples et accrocheuses », Maxime de Abreu des Inrockuptibles déclare à propos de l'album : « derrière les références à Ravel et Debussy, se cache le parfait album pour cet été, le genre à s’écouter sur la route des vacances ou en rêvant d’y être ».

## Liste des pistes
| Caravelle | Caravelle                    | Caravelle                                                                                     | Caravelle | Caravelle | Caravelle | Caravelle | Caravelle | Caravelle | Caravelle |
| No        | Titre                        | Auteur                                                                                        | Durée     |           |           |           |           |           |           |
| --------- | ---------------------------- | --------------------------------------------------------------------------------------------- | --------- | --------- | --------- | --------- | --------- | --------- | --------- |
| 1.        | Abysse                       | Alexandre Grynszpan, Paul Armand-Delille                                                      | 2:42      |           |           |           |           |           |           |
| 2.        | Aqualand                     | Alexandre Grynszpan, Paul Armand-Delille, Marguerite Bartherotte                              | 4:18      |           |           |           |           |           |           |
| 3.        | Canopée                      | Alexandre Grynszpan, Paul Armand-Delille                                                      | 4:36      |           |           |           |           |           |           |
| 4.        | Cœur croisé                  | Alexandre Grynszpan, Paul Armand-Delille                                                      | 3:22      |           |           |           |           |           |           |
| 5.        | Zoom Zoom                    | Alexandre Grynszpan, Paul Armand-Delille, Paulo Soledade, Fernando Lobo                       | 3:30      |           |           |           |           |           |           |
| 6.        | Nanã                         | Alexandre Grynszpan, Paul Armand-Delille, Mateus Aleluia Lima, Grinaldo Salustiano Dos Santos | 3:11      |           |           |           |           |           |           |
| 7.        | Kirghiz                      | Alexandre Grynszpan, Paul Armand-Delille                                                      | 5:07      |           |           |           |           |           |           |
| 8.        | Dorothy                      | Alexandre Grynszpan, Paul Armand-Delille, Marguerite Bartherotte, Victoria Lafaurie           | 5:17      |           |           |           |           |           |           |
| 9.        | Plage isolée (soleil levant) | Alexandre Grynszpan, Paul Armand-Delille                                                      | 3:52      |           |           |           |           |           |           |
| 10.       | Mexicali                     | Alexandre Grynszpan, Paul Armand-Delille, Eblis Alvarez                                       | 6:13      |           |           |           |           |           |           |
| 11.       | Chasseur d'ivoire            | Alain Chamfort, Serge Gainsbourg                                                              | 5:10      |           |           |           |           |           |           |
| 12.       | Pays imaginaire              | Alexandre Grynszpan, Paul Armand-Delille, Claude Debussy                                      | 4:50      |           |           |           |           |           |           |
| 52:08     |                              |                                                                                               |           |           |           |           |           |           |           |

| Caravelle (édition deluxe) | Caravelle (édition deluxe)    | Caravelle (édition deluxe) | Caravelle (édition deluxe) | Caravelle (édition deluxe) | Caravelle (édition deluxe) | Caravelle (édition deluxe) | Caravelle (édition deluxe) | Caravelle (édition deluxe) | Caravelle (édition deluxe) |
| No                         | Titre                         | Durée                      |                            |                            |                            |                            |                            |                            |                            |
| -------------------------- | ----------------------------- | -------------------------- | -------------------------- | -------------------------- | -------------------------- | -------------------------- | -------------------------- | -------------------------- | -------------------------- |
| 1.                         | Abysse                        | 2:42                       |                            |                            |                            |                            |                            |                            |                            |
| 2.                         | Aqualand                      | 4:18                       |                            |                            |                            |                            |                            |                            |                            |
| 3.                         | Canopée                       | 4:36                       |                            |                            |                            |                            |                            |                            |                            |
| 4.                         | Arc-en-ciel                   | 3:51                       |                            |                            |                            |                            |                            |                            |                            |
| 5.                         | Zoom Zoom                     | 3:30                       |                            |                            |                            |                            |                            |                            |                            |
| 6.                         | Nanã                          | 3:11                       |                            |                            |                            |                            |                            |                            |                            |
| 7.                         | Bakara                        | 7:02                       |                            |                            |                            |                            |                            |                            |                            |
| 8.                         | Dorothy                       | 5:17                       |                            |                            |                            |                            |                            |                            |                            |
| 9.                         | Jacquadi                      | 4:07                       |                            |                            |                            |                            |                            |                            |                            |
| 10.                        | Kirghiz                       | 5:07                       |                            |                            |                            |                            |                            |                            |                            |
| 11.                        | Mexicali                      | 6:13                       |                            |                            |                            |                            |                            |                            |                            |
| 12.                        | Cœur d'artichaut              | 3:30                       |                            |                            |                            |                            |                            |                            |                            |
| 13.                        | Plage isolée (soleil levant)  | 3:52                       |                            |                            |                            |                            |                            |                            |                            |
| 14.                        | Cœur croisé                   | 3:22                       |                            |                            |                            |                            |                            |                            |                            |
| 15.                        | Chasseur d'ivoire             | 5:10                       |                            |                            |                            |                            |                            |                            |                            |
| 16.                        | Pays imaginaire               | 4:50                       |                            |                            |                            |                            |                            |                            |                            |
| 17.                        | Canopée (Superorganism Remix) | 4:07                       |                            |                            |                            |                            |                            |                            |                            |
| 74:45                      |                               |                            |                            |                            |                            |                            |                            |                            |                            |

## Crédits
Crédits adaptés de Tidal.
- Alexandre Grynszpan : paroles (pistes 2, 3, 4, 6, 7, 8, 9), composition tout sauf piste 11), voix (pistes 4, 9, 11, 12), arrangements (piste 12)
- Paul-Armand Delille : paroles (pistes 2, 3, 4, 6, 7, 8, 9), composition (tout sauf piste 11), arrangements (piste 12)
- Marguerite Bartherotte : paroles (pistes 2, 8), voix (pistes 2, 8), chœurs (piste 9)
- Victoria Lafaurie : paroles (piste 8), voix (pistes 2, 3, 4, 8, 12)
- Armand Penicaut : voix (piste 3), guitare (piste 3)
- Edu Lobo : voix (piste 5)
- Os Tincoãs : voix (piste 6)
- Meridian Brothers : voix (piste 10)
- Léonard Le Cloarec : flûte, saxophone (piste 4)
- Alexandre Eghikian : claviers (piste 4)
- Fabian Cuvilly : arrangements, harpe (piste 9)
- Damien Keyser : guitare (piste 10)

## Classements et certifications

### Classements hebdomadaires
| Classement (2017–20)         | Meilleure position |
| ---------------------------- | ------------------ |
| Belgique (Wallonie Ultratop) | 120                |
| France (SNEP)                | 87                 |
| France (SNEP Physique)       | 127                |
| France (SNEP Ventes)         | 89                 |
| Suisse (Charts Romandie)     | 43                 |

### Certifications
| Pays                                                                       | Certification | Ventes certifiées |
| -------------------------------------------------------------------------- | ------------- | ----------------- |
| France (SNEP)                                                              | Or            | 50 000‡           |
| xNon précisé par la certification ‡ventes/streaming selon la certification |               |                   |

## Historique de sortie
| Région | Date              | Format                            | Version           | Label(s)                     | Ref.  |
| ------ | ----------------- | --------------------------------- | ----------------- | ---------------------------- | ----- |
| Divers | 19 mai 2017       | - Téléchargement - streaming      | Édition originale | - Caroline - Hamburger (UMG) | [ 1 ] |
| France | 26 mai 2017       | - CD - LP                         | Édition originale | - Caroline - Hamburger (UMG) | ,     |
| Divers | 15 septembre 2017 | CD                                | Édition originale | - Caroline - Hamburger (UMG) | [ 2 ] |
| Divers | 4 août 2017       | CD                                | Édition originale | - Caroline - Hamburger (UMG) | [ 2 ] |
| Divers | 13 juillet 2018   | CD, LP, téléchargement, streaming | Édition deluxe    | - Caroline - Hamburger (UMG) | [ 2 ] |